# برايان يو
برايان يو (بالإنجليزية: Brian Yeo)‏ (12 أبريل 1944 في المملكة المتحدة - ) هو مدرب كرة قدم ولاعب كرة قدم بريطاني في مركز الهجوم. لعب مع نادي بورتسموث ونادي غيلينغهام.